# Tang Jiaxuan

Tang Jiaxuan , idioma chino:  唐家璇, Pinyin: Táng Jiāxuán, (* Zhenjiang, 1938 - ) es un político y diplomático chino y desde 1998 hasta el año 2003 ocupó el cargo de Ministro de Asuntos Exteriores de la República Popular China.

## Biografía
Li Zhaoxing  nació en Zhenjiang, el 17 de enero de 1938. Realizó estudios universitarios en la Universidad Fudan. Trabajó como diplomático en Japón antes de ser Asistente del Ministro de Asuntos Exteriores en 1991 y Viceministro de Asuntos Exteriores en 1993, y asumió el cargo de Ministro de Asuntos Exteriores en 1998. 
Actualmente continúa trabajando en el Consejo de Estado de la República Popular China.